# Democratic Change (Südsudan)
Democratic Change (DC, früher: Sudan Peoples Liberation Movement–Democratic Change, arabisch التغيير الديمقراطي, DMG Ḥarakah al-Shaʻbīyah li-Taḥrīr al-Sūdān–al-Taghyīr al-Dīmuqrāṭī) ist eine Partei in der Republik Südsudan. Sie war in den Wahlen 2010 die zweitstärkste Kraft nach dem Sudan People’s Liberation Movement (SPLM).
Die Partei wurde im Juni 2009 von Lam Akol gegründet als Alternative zur bereits herrschenden SPLM.
Am 6. Januar 2016 beschloss das National Council (NC) der Partei, den Namen der Partei abzuändern in “Democratic Change” (DC).